# Валя Вишеулуй (станція)
Валя Вишеулуй (також Валя-Вішеулуй, Вишівська Долина; рум. Gara Valea Vișeului) —  вузлова залізнична станція Румунських залізниць. Від станції відгалужуються залізничні лінії Тересва — Мармарош-Сигіт — Вишівська Долина, Вишівська Долина — Рахів —  Делятин та Вишівська Долина — Салва. Розташована в однойменному селі румунського повіту Марамуреш.

## Історія
Станція відкрита 1894 року, під час будівництва трансверсальної магістралі за часів Австро-Угорщини.
9 листопада 2022 року було запущено тестовий поїзд до станції Рахів.
З 18 січня 2023 року призначений пасажирський поїзд до станції Рахів.
З середини літа 2023-го через ремонт ділянки колій у горах поїзд було скасовано й опісля УЗ не повернула його на маршрут. 